# 学校法人茨城
学校法人茨城（がっこうほうじん いばらき）は、茨城県水戸市八幡町にある茨城中学校・高等学校を設置者する学校法人である。

## 概要
学校法人茨城は、明治時代から大正時代にかけての政治家・実業家であった飯村丈三郎が、水戸藩の藩校・弘道館の流れをくむ、水戸学院の要請を受けて、私的財産を投入によって、旧制中学校である旧制「茨城中学校」を設置する財団法人として昭和2年に設立された。
飯村丈三郎は、財団法人を設置した後、その年の8月13日にタクシーとの交通事故で他界し、飯村丈三郎の志は、後々の人々によって受け継がれていった。旧制・茨城中学校は、当時、高倍率となっていた茨城県内の旧制中学校の教育をより開く目的もかねて設立された。そのため、法人の運営は、学校教育として適切な教育が行い得るように配慮して行われている。
「学校法人茨城」の理事長は、非常勤であり、「学校法人の事務」を処理するために「常務理事」が置かれている。「学校法人茨城」の評議員は、現職の教職員、生徒の保護者、設置校の卒業者、学校近郊の学識経験者から同数になるように選ばれることになっており、理事も評議員会の議決に基づいて同様の条件で選ばれる。

## 沿革
- 1927年（昭和2年） 「財団法人茨城中学校」を飯村丈三郎が創立する。
- 1948年（昭和23年） 学校教育法に基づき、旧制・茨城中学校を新制・茨城高等学校に改組し、併せて新制・茨城中学校を設置する。
- 1951年（昭和26年） 私立学校法に基づき、法人を「財団法人」から「学校法人」に改組し、法人の名称を「学校法人茨城高等学校併設茨城中学校」とした。
- 1996年（平成8年） 法人名を「学校法人茨城」に改める。